# Västgötalagen

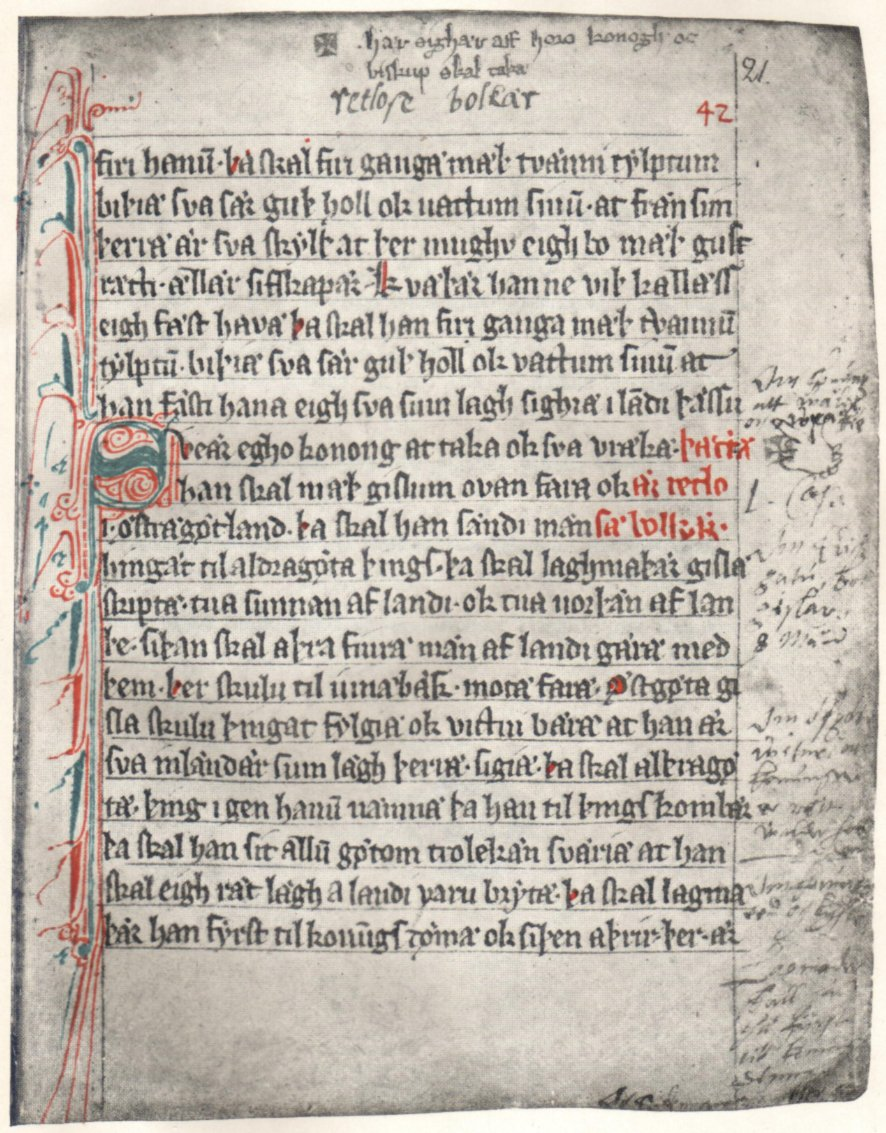
Una pagina del Äldre Västgötalagen del tardo XIII secolo

Il Västgötalagen è il più antico testo svedese scritto in alfabeto latino.
Il testo è stato scritto nel XIII secolo ed è stato il codice civile usato nel Västergötland durante la seconda metà del Trecento. Il testo più completo che si possiede è datato 1281, mentre i frammenti di testo più antichi sono databili al 1250.
Il codice legislativo esiste in due versioni, il Äldre Västgötalagen ed il Yngre Västgötalagen (rispettivamente il codice legislativo più vecchio e più nuovo).
| Controllo di autorità | VIAF (EN) 174963269 · BNF (FR) cb13769504z (data) |